# Auton
Los Autones son una forma de vida artificial de ficción de la serie de ciencia ficción Doctor Who, adversarios del Doctor. Su creador fue Robert Holmes, y aparecieron en el primer serial de Jon Pertwee como el Tercer Doctor, Spearhead from Space, de 1970. Fueron el primer monstruo de la serie que debutó en color.
Los autones son básicamente criaturas de plástico viviente, autómatas animados por una Conciencia Nestene, un extraterrestre sin cuerpo en forma de mente colectiva que llegó por primera vez a la Tierra en una serie de meteoritos de plástico. Su nombre viene de Auto Plastics, la compañía en la que se infiltraron los Nestenes y comenzó a fabricar los autones en el episodio.
Los autones ocultan armas de fuego mortales en sus manos, que pueden matar o vaporizar a sus objetivos. El auton típico no es nada realista y no se diferencia mucho de un maniquí robótico en sus movimientos y mudo. Sin embargo, se pueden crear autones mucho más sofisticados que parezcan y actúen como humanos salvo por un acabado de la piel en brillo plástico y una voz atonal. En la quinta temporada de la nueva serie, se muestra que son capaces de crear réplicas 100% idénticas a los humanos, capaces de engañar a otros humanos.

## Historia
Los Nestenes están entre las criaturas más antiguas en el universo de Doctor Who, descritos como criaturas que ya existían en "los Tiempos Oscuros", junto con los Racnoss, los Grandes Vampiros, y los Carrionitas. Al final deciden invadir la Tierra en Spearhead from Space, usando autones con apariencia humana que reemplazaran a figuras estratégicas del gobierno, aunque UNIT frustró sus planes con la ayuda del Doctor, que también destruyó su forma de invasión, un cefalópodo de varios tentáculos.
Los Nestenes regresaron en el primer serial de la segunda temporada de Pertwee, Terror of the Autons, en el que también se presentó El Amo. En esta ocasión, los Nestenes también hicieron uso de objetos más cotidianos, como muñecos de plástico, sillas inflables y flores artificiales, que se añadieron a sus sirvientes autones. El Doctor convenció al Amo de que los Nestenes eran demasiado peligrosos para fiarse de ellos como aliados, y juntos invirtieron la onda de radio en que activaba la invasión, mandándola de vuelta al espacio.
En los primeros borradores de The Five Doctors (1983) había una escena en la que Sarah Jane Smith se encontraba con algunos autones y le rescataba el Tercer Doctor, pero se descartó antes del rodaje por razones de tiempo y presupuesto. Se planeaba una tercera aparición para la temporada abortada de 1985 con Colin Baker como el Sexto Doctor, pero nunca se materializó. Titulada Yellow Fever and How to Cure It (Fiebre amarilla y cómo curarla), iba a estar ambientada en Singapur, e iban a aparecer la Rani y el Amo. De la historia, que iba a escribir el veterano Robert Holmes, solo se conservan los borradores.
Aunque los autones solo hicieron dos apariciones en la serie clásica, siguen siendo uno de los monstruos más asociados a Doctor Who. La imagen de los maniquíes de los escaparates despertando a la vida en Spearhead, a todo color, y disparando a la gente por la calle, es uno de los momentos icónicos de la serie, y suele citarse como un ejemplo de la habilidad de la serie para hacer que las cosas cotidianas fueran terroríficas. El uso de objetos aún más cotidianos en Terror of the Autons, incluyendo el desenmascaramiento de un policía como auton, provocó controversia entre el público acerca de si el programa era demasiado aterrador para los niños. La historia incluso se citó en una discusión en la Casa de los Lores, donde la baronesa Bacon expresó su preocupación de que fuera demasiado terrorífico incluso para niños más mayores.
Cuando la serie regresó en 2005, el productor y escritor Russell T Davies escogió a los autones como el primer monstruo que apareciera. Los Nestenes se volvían a infiltrar en la Tierra mediante teletransporte, en el episodio de apertura de 2005. En Rose se revelaba que los Nestenes habían perdido su suministro de comida en una guerra en la que su planeta de proteínas se había destruido. Su plan era conquistar y destruir a la raza humana, ya que la Tierra era ideal para sus necesidades alimenticias, al estar llena de humo, aceite y varios contaminantes. Al final fueron destruidos cuando Rose lanzó un vial de la solución "antiplástica" del Doctor en la tina de plástico fundido en la que descansaba el cuerpo principal de la Conciencia, haciéndola explotar. El episodio nunca mencionó el nombre "autones" más que en los títulos de crédito, pero la Conciencia Nestene fue específicamente nombrada.
En Rose también aparecía una copia auton que podía cambiar la forma de sus atributos y extremidades, y se estableció que los autones eran animados mediante proyección telepática. Cuando eran duplicados, los originales se mantenían con vida para mantener la copia (esto también se veía en Spearhead from Space). No quedó claro si la guerra mencionada era la motivación detrás de las primeras invasiones o un argumento reciente, pero lo que queda casi claro es que se trata de la misma Guerra del Tiempo que se mencionó en los episodios posteriores de 2005.
Los autones aparecieron en un fragmento de la temporada de 2006, Amor y monstruos. La secuencia, específicamente filmada para ese episodio, era un flashback del clímax de Rose.
Los autones regresaron en el episodio de 2010, La Pandórica se abre, aliados con otras muchas criaturas, Sontarans, Daleks, Silurians y Cybermen entre ellas, para atrapar al Undécimo Doctor. En este episodio, los autones que aparecen estaban programados para creer que eran soldados de una legión romana, y entre ellos estaba Rory Williams, creado a partir de recuerdos de Amy Pond. Eran muy realistas y mucho más sofisticados que el auton medio, y sus manos contenían armas láser futuristas en lugar de las armas de proyectiles tradicionales. La copia de Rory poseía la personalidad del verdadero Rory, y ayudó a salvar el universo. El duplicado de Rory sobrevivió en la Tierra desde el año 102 a. C. hasta 1996 d. C. demostrando que los autones tienen una esperanza de vida muy elevada.